# Noblesse oblige
Noblesse oblige este o veche expresie franceză care înseamnă literal „noblețea obligă”. Aceasta înseamnă că noblețea se extinde dincolo de simplele drepturi și cere ca persoana care deține un astfel de statut să îndeplinească responsabilități sociale. De exemplu, o obligație principală a unui nobil este generozitatea față de cei din jurul lui.
Dictionnaire de l'Académie française o definește astfel:

1. Oricine pretinde că este nobil trebuie să se comporte într-un mod nobil.
2. (La figurat) O persoană trebuie să se comporte într-un mod adecvat poziției și reputației pe care a dobândit-o.

Oxford English Dictionary precizează că acest termen „sugerează că originea nobilă obligă la un comportament onorabil; privilegiul implică responsabilitate”.

## Înțeles și variante
„Noblesse oblige” este în general folosit pentru a sugera că, odată cu bogăția, puterea și prestigiul, apar și responsabilități.
Într-o discuție etică, această expresie este folosită uneori pentru a rezuma o economie morală în care privilegiul trebuie să fie balansat de datoria față de cei care nu dispun de un astfel de privilegiu sau care nu pot efectua o astfel de datorie. În cele din urmă, ea a fost folosită recent în principal cu referire la responsabilitățile publice ale persoanelor bogate, faimoase și puternice, mai ales pentru a oferi exemple pozitive de comportament sau pentru a depăși standardele minime de bună-cuviință. Expresia a fost, de asemenea, folosită pentru a descrie o persoană care-și asumă o vină pentru ceva cu scopul de a rezolva o problemă sau de a salva pe altcineva.

## Istoric și exemple

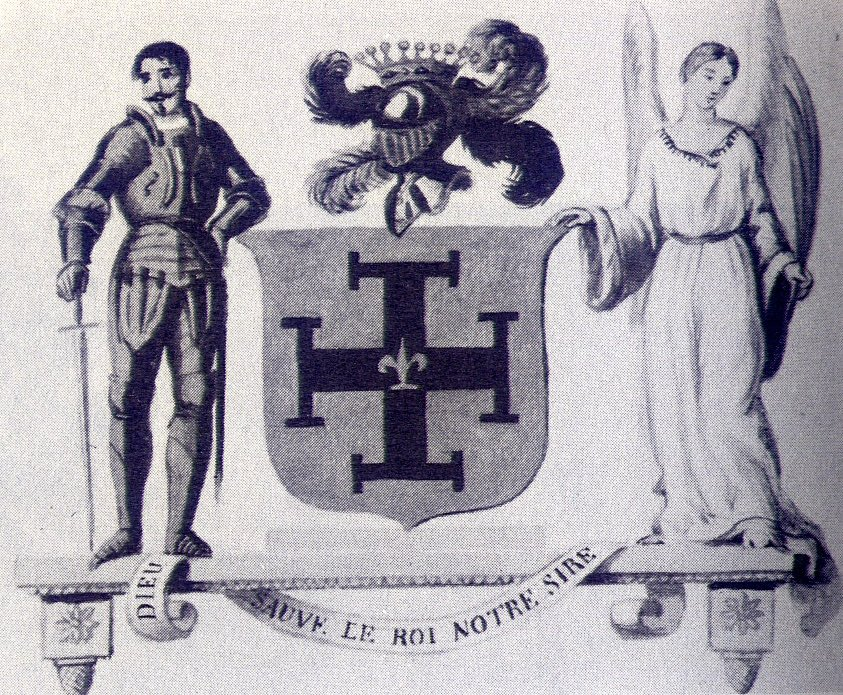
Blazonul familiei „de Mortsauf” din romanul Crinul din vale de Honoré de Balzac

O apariție timpurie a acestui concept în literatură poate fi găsită în epopeea Iliada a lui Homer. În Cartea a XII-a, prințul troian Sarpedon ține un celebru discurs în care îl îndeamnă pe tovarășul său Glaucus să lupte alături de el în primele rânduri ale armatei troiene.
În romanul Crinul din vale, scris în 1835 și publicat în 1836, Honoré de Balzac recomandă anumite standarde de comportament unui tânăr, concluzionând: „Tot ce ți-am spus poate fi rezumat printr-un cuvânt vechi: noblesse oblige!” Sfatul lui a inclus comentarii de genul „ceilalți te vor respecta pentru că-i detești pe oamenii care au făcut lucruri detestabile”.
Expresia este sculptată în clădirea Bibliotecii Publice din Los Angeles, proiectată de arhitectul Bertram Goodhue, pe o sculptură realizată de Lee Lawrie, ca parte a proiectului iconografic al lui Hartley Burr Alexander pentru această clădire.

## Critică
Expresia Noblesse oblige, deși pare să impună nobilimii datoria de a se comporta cu noblețe, oferă aristocrației astfel, se pare, o justificare pentru privilegiul lor. Argumentul lor este următorul: „ca nobilii, avem drepturi, dar avem și îndatoriri; deci, astfel de îndatoriri ne validează drepturile noastre”. Juriștii Dias și Hohfeld au subliniat faptul că drepturile și obligațiile sunt corelative juridic, ceea ce înseamnă că, dacă cineva are un drept, altcineva are o obligație față de el. Acest raționament al lui Dias a fost folosit în cazul Murphy vs Consiliul Districtual Brentwood (1991) pentru a dezaproba hotărârea lordului Denning în cazul Dutton vs Consiliul Districtual Urban Bognor Regis (1972).